# Capitano del Popolo

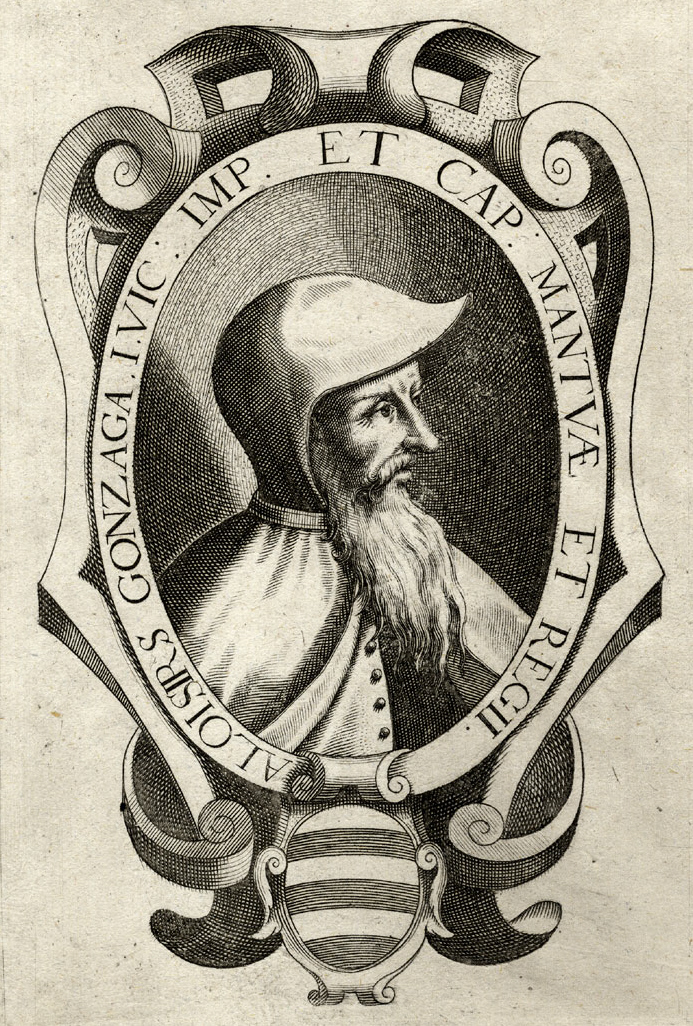
Ludovico I Gonzaga, primeiro Capitano del Popolo de Mântua

O Capitano del Popolo, literalmente em português Capitão do Povo, foi uma figura política da administração comunal existente nas cidades-estado da Itália medieval.
Tratava-se de um magistrado que equilibrava o poder e a autoridade, evitando eventuais excessos das famílias nobres.

## História
A denominação Popolo (em português:  povo) referia-se à nascente classe média de populares inicialmente excluídos da atividade política que, na altura, era apanágio exclusivo dos Milites, os cavaleiros aristocráticos de cariz feudal. Com o apogeu das cidades e do poder comunal veio-se a criar uma classe de «gente nova» (para citar a mesma expressão usada por Dante Alighieri), que era composta por senhores urbanos enriquecidos com a procura de alimentos causada pelo aumento demográfico, que incluía banqueiros, mercadores, profissionais com profissões liberais (juristas e médicos), artesãos e, nas cidades marítimas, armadores que enriqueceram com o comércio com os estados das cruzadas.

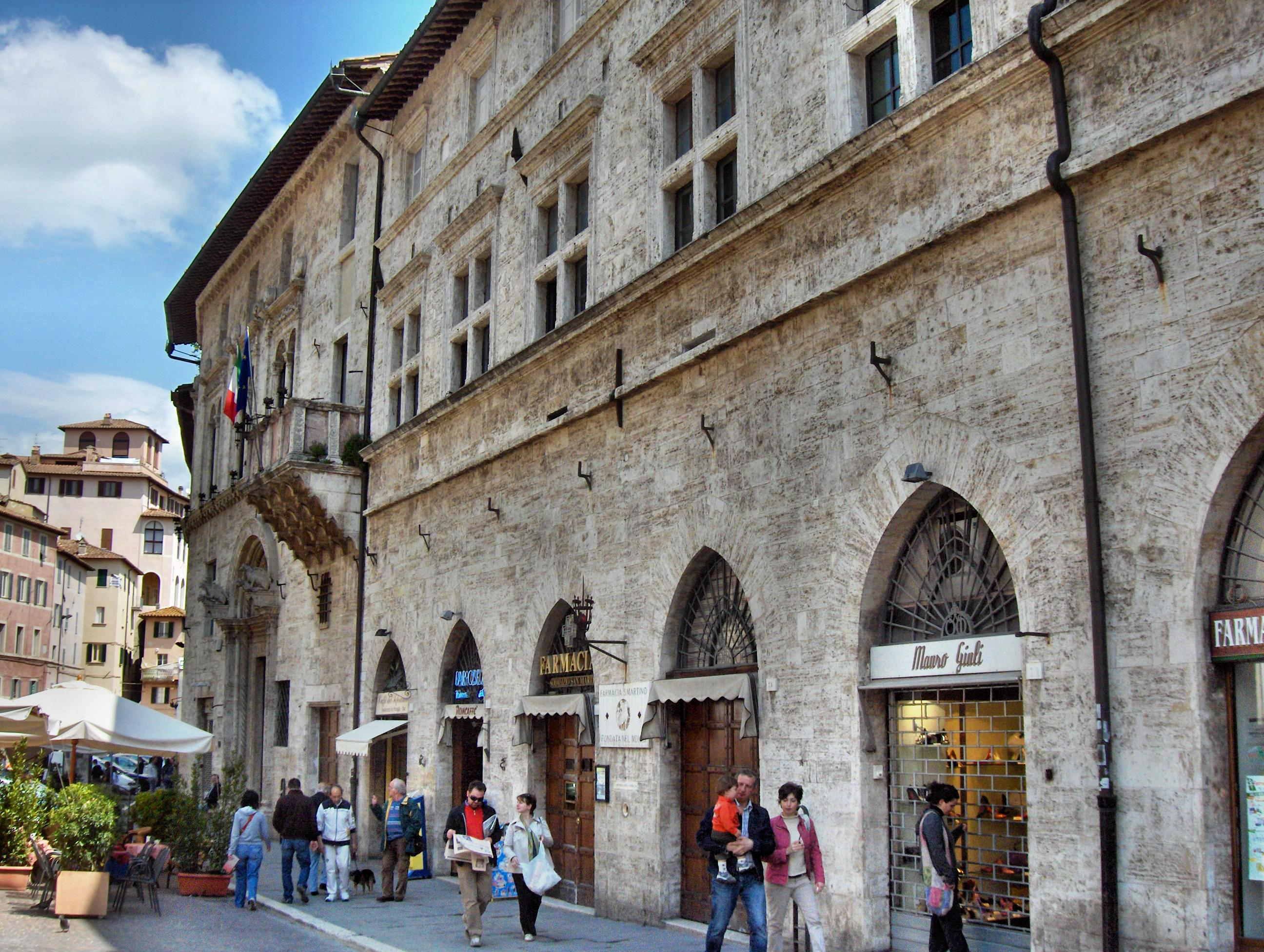
Vista do Palazzo del Capitano del Popolo (Palácio do Capitão do Povo) de Perugia.

A partir do início do Século XIII os populares conseguiram entrar gradualmente na vida política de muitas cidades italianas, través da criação de assembleias «Populares» que elegiam um Capitão do Povo que apoiava o Podestà, que representava a classe aristocrática. Esse Capitano del Popolo exercia o seu controlo sobre o Podestà através de dois Conselhos que permaneceram autónomos e em que participavam os representantes das Corporações da Artes e Ofícios e os Gonfaloneiros, chefes de companhias militares ligadas às várias paróquias da cidade. Na prática, a figura do Capitano del Popolo devia equilibrar politicamente a força das famílias nobres representando a classe burguesa da época.

## Experiências
Em Bolonha existiu uma comuna do povo e um Capitão do Povo logo a partir de 1228.
No caso de Florença, em 1250, para se libertar do domínio do imperador  Frederico II, os florentinos procuraram dar um ordenamento político próprio instituindo um governo do popolo vecchio (o primeiro  povo) de quem o Capitano del Popolo era o magistrado máximo, juntamente com Conselho de Anciãos,  participando na vida política da cidade.
Na República de Génova, o papel de Capitano del Popolo – que produziu figuras de relevo histórico como Guilherme Embriaco – teve igualmente importância fundamental.
Mântua teve o seu primeiro Capitano del Popolo com Ludovico I Gonzaga que, com o assassinato de Reinaldo dei Bonacolsi, deu início à Signoria dos Gonzaga, que durou até 1708.
Dados os conflitos internos, Siena acabou por confiar a sua defesa a Piero Strozzi que, em 1552, tornou-se Capitano del Popolo mas, a derrota de 1555 contra o exército hispano-florentino, significou o fim da República.

## Cronologia
- Bolonha (1228)
- Milão (1240) com Pagano della Torre
- Florença (1250)
- Cremona (1271)
- Mântua (1328) com Ludovico I Gonzaga
- Siena (1552) com Piero Strozzi